# تجر (طرقبه شاندیز)
تجر، روستایی از توابع بخش طرقبه شهرستان طرقبه شاندیز در استان خراسان رضوی ایران است.

## جمعیت
این روستا در دهستان طرقبه قرار دارد و براساس سرشماری مرکز آمار ایران در سال ۱۳۸۵، جمعیت آن ۱۶۷ نفر (۵۳ خانوار) بوده‌است. جمعیت این روستا در سال ۱۳۹۰ به ۲۲۳ نفر و در سال ۱۳۹۵ به ۲۷۸ نفر (۱۴۸ مرد و ۱۳۰ زن) در قالب ۸۵ خانوار افزایش یافته‌است.